# 袁皇貴妃
皇貴妃袁氏（こうきひ えんし、1616年 - 1654年）は、明の崇禎帝の寵妃。

## 経歴
北京の人。袁佑の娘として生まれた。天啓年間、信王朱由検（のちの崇禎帝）の邸に入り、側室となった。信王が皇帝に即位すると淑妃に封じられ、のち貴妃に進んだ。翊坤宮に住まった。父の袁佑は正一品右都督に任じられた。
若草色の服を好み、騎射をよくし、寵愛を受けた。崇禎14年（1641年）、皇貴妃に進んだ。
崇禎17年3月18日（1644年4月24日）、北京が李自成軍によって陥落すると、崇禎帝は袁氏を自ら手にかけて斬ったが、袁氏は3か所に傷を負ったのみで一命を取りとめた。清代には、清朝政府から手当を受けて扶養された。

## 子女
- 1人の女子。昭仁公主（1637年 - 1644年、崇禎帝に殺害された）と他3人の公主（早世）のうちのいずれか。

## 伝記資料
- 『明史』
- 『崇禎長編』
- 『思陵典礼記』
- 『崇禎宮詞注』
- 『旧京遺事』